# Ольховатка (Ольховатский район)
Ольхова́тка — посёлок городского типа, административный центр Ольховатского района Воронежской области России и городского поселения Ольховатка.
Население — 3276 чел. (2021).

## География
Расположен на реке Чёрная Калитва (приток Дона), а также реке Ольховатка, в 237 км к югу от Воронежа. Соединён железнодорожной веткой (27 км) со станцией Россошь (на линии «Лиски—Миллерово»).
Ольховаткой называют несколько посёлков слившихся вместе и разделённых двумя реками. Сюда входят Большие Базы, Малые Базы, Загирянка, Саловка, Заболотовка, Бугаевка и сама Ольховатка.

## История
Основан в 1702 году запорожскими казаками. Административно входил в состав Острогожского уезда Воронежской губернии. С 30 апреля 1952 года — посёлок городского типа. Ольховатка — родина П. Е. Чехова, отца писателя А. П. Чехова.
В годы гражданской войны жители Ольховатки участвовали в крестьянском восстании против большевиков под предводительством Ивана Сергеевича Колесникова, названном впоследствии Колесниковщина, под лозунгом «Против голода и грабежей».
В 1986 году посёлок пострадал от аварии на Чернобыльской АЭС. Жителям некоторых территорий до настоящего времени выплачиваются денежные компенсации.
Ольховатка был основан по указу морского ведомства о переселении казаков Острожского полка «Приказ Адмиралтейских дел от 21 октября 1702 года». Полковнику Куколь(Куколеву) Ф. И. Морское ведомство дозволило «переселить живших в городах Землянске, Чернаве, Тальце и селе Ендовище черкас Острогожского полка на речку Чёрную Калитву, для того, что города те находятся в дальнем расстоянии от Острогожска и как бывает служба в походы, то черкасы тех городов в полк приходят мешкотно и затем государевой службе чинится остановка».
Переселенцы стали строить первые дома между левым берегом Чёрной Калиты и правым берегом речки Ольховатки. Водоёмы с обеих сторон поселения служили естественным препятствием в случае неожиданного нападения. В период 1700—1705 гг здесь образовывается хутор Ольховатка, который в летописях 1721 года уже появляется как слобода, имеющая церковь.
Большая часть земель и лесов в конце XIX и начале XX веков принадлежали шести помещикам, наделы земли были невелики, всего 0,75 десятин, выращенной на этих наделах продукции хватало только до зимы, поэтому крестьянам приходилось на время до нового урожая батрачить на помещиков, либо отправляется в город на заработки. При Павле I в 1800 году стали выращивать сахарную свеклу, под это выдавались дополнительно земли и в 1834 году Чертов А. Д. открыл в Ольховатке первый свеклосахарный завод, имеющий паровую машину.
В 1862 году была открыта первая школа, в которой могли обучаться только дети состоятельных людей. А в 1904—1905 гг открывается первое профтехучилище. Так же в это время открывается ещё и ремесленная школа для обучения плотников, кузнецов и медников.
К этому времени Ольховатка была уже репным населенным пунктом, помимо церкви были 8 лавок, больше десятка питейных заведений, несколько постоялых дворов, два каменных общественных дома, порядка 1200 частных домов, 7 маслобоен, 43 мельницы и кирпичный завод.
В 1914 году открывается завод анисового масла и воскотопный завод. В 1919 году появляется первая больница.
Название поселения, предположительно, произошло от реки Ольховатка, на берегах которой были густые заросли ольхи. Слобода ОЛЬХОВАТКА (укр.) вiльхуватка имеет корень -ольх- и несет основной смысл. Основа -ольховатк-, имеет ещё два суффикса: -оват- служит как раз для присвоения предмету определённого признака. Таким образом, Ольховатка это слобода, заросшая ольхой, -а- традиционно указывает на принадлежность к женскому роду, поскольку была слободой, а не поселком.

## Население
| 1859  | 1897  | 1959  | 1970  | 1979  | 1989  | 2002  |
| ----- | ----- | ----- | ----- | ----- | ----- | ----- |
| 8549  | ↘7945 | ↘4267 | ↗4644 | ↘4484 | ↘4333 | ↗4424 |
| 2009  | 2010  | 2012  | 2013  | 2014  | 2015  | 2016  |
| ↘4022 | ↘3806 | ↘3705 | ↘3598 | ↘3552 | ↘3523 | ↘3477 |
| 2017  | 2018  | 2020  | 2021  |       |       |       |
| ↘3416 | ↘3383 | ↘3287 | ↘3276 |       |       |       |

Национальный состав
По данным переписи населения 1939 года: украинцы — 62,7 % или 1136 чел., русские — 36,1 % или 654 чел
По итогам переписи населения 2020 года проживали следующие национальности (национальности менее 0,1 % и другое, см. в сноске к строке «Другие»):
| Национальность | Численность, чел. | Доля     |
| -------------- | ----------------- | -------- |
| Русские        | 3121              | 95,27 %  |
| Украинцы       | 59                | 1,80 %   |
| Цыгане         | 21                | 0,64 %   |
| Таджики        | 6                 | 0,18 %   |
| Татары         | 5                 | 0,15 %   |
| Узбеки         | 4                 | 0,12 %   |
| Лезгины        | 4                 | 0,12 %   |
| Другие         | 56                | 1,72 %   |
| Итого          | 3276              | 100,00 % |

## Экономика
Сахарный комбинат, маслодельный и лакокрасочный заводы, конезавод, фермерские хозяйства.

## Известные уроженцы
- Чаленко, Иван Терентьевич (1896—1981) — советский военачальник, гвардии генерал-майор. Командор Ордена Британской Империи (1944)
- Буцке, Виктор Романович (1845—1904) — русский психиатр, создатель в Москве первого в России городского патронажа.